# Bulbophyllum debrincatiae
Bulbophyllum debrincatiae là một loài phong lan thuộc chi Bulbophyllum.